# Krishna Deva Raya

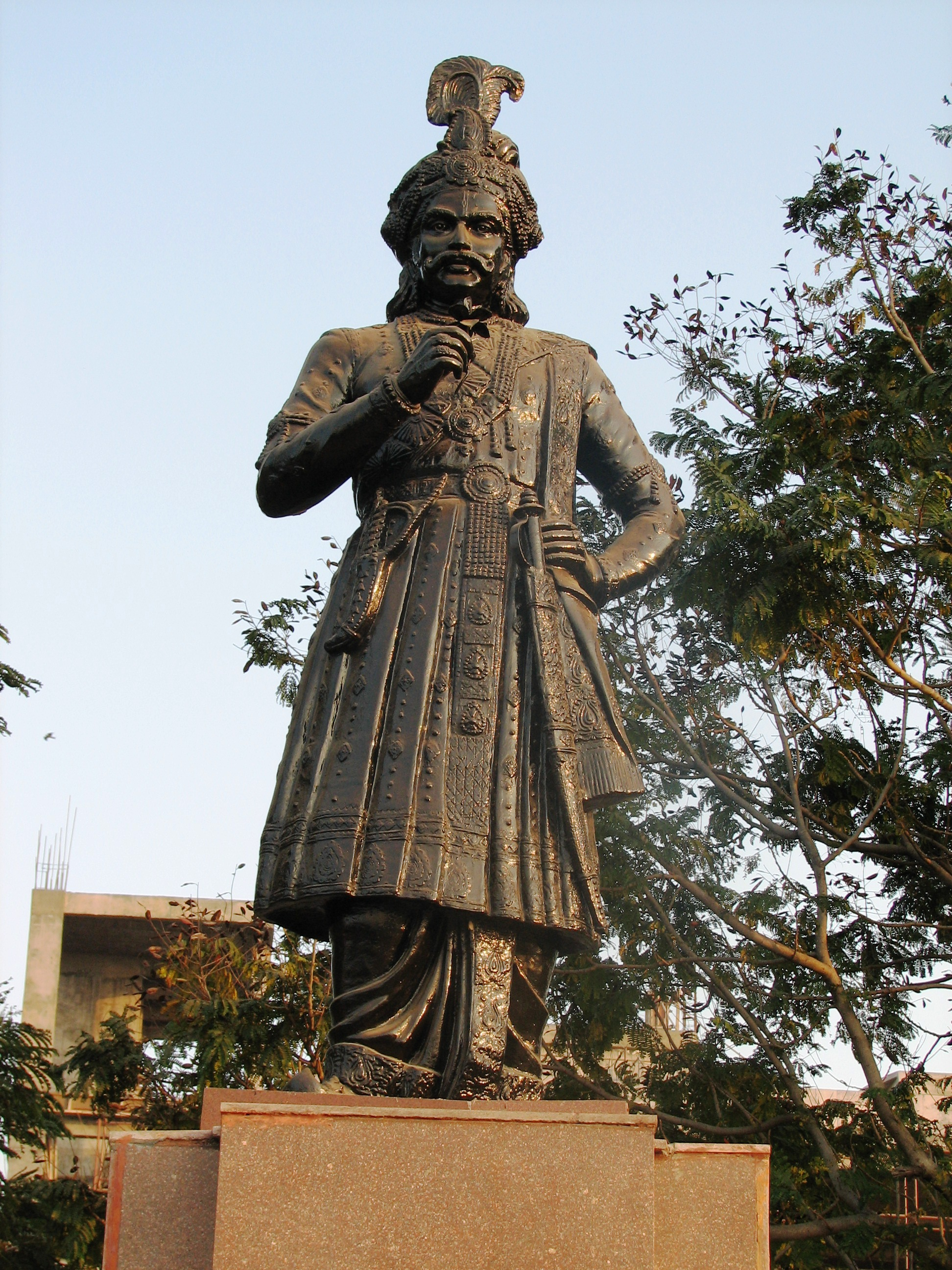
Estatua de Krishna Deva Raya.

 Sri Krishna Deva Raya (en tulu: ಶ್ರೀ ಕೃಷ್ಣದೇವರಾಯ , en canarés: ಶ್ರೀ ಕೃಷ್ಣದೇವರಾಯ y en télugu: కృష్ణదేవరాయ ) o, simplemente, Krishna Deva Raya, fue el Emperador más importante del Imperio Vijayanagara. Extendió el Imperio más allá de sus límites históricos y ha sido considerado el gobernante modelo para muchos hindúes a lo largo de la Historia.
Krishna Deva Raya ganó los títulos kannada Rajya Rama Ramana (traducido, "Señor del imperio kannada"), Andhra Bhoja y Mooru Rayara Ganda (traducido, "Rey de Reyes").
La mayor parte de la información que tenemos de su reinado está recogida en estelas y en la portuguesa Chronica dos Reis de Bisnaga. Fue educado y aconsejado por el ministro Timmarusu, un hombre capaz y experimentado que le salvó la vida de pequeño y le ayudó a llegar al poder. Krishna Deva era hijo de la reina Nagala Devi y del antiguo general y rey Tuluva Narasa Nayaka, fundador de la dinastía Tuluva. El primer registro que tenemos de él como Rey data del 26 de julio de 1509.

## Personalidad y aspecto
Casi todo lo que sabemos de él nos ha llegado a través de estelas o de los diarios de Domingo Paes y Fernão Nunes. Según la Chronica (una compilación de los textos de ambos viajeros) Krishna Deva era de estatura media. Tenía un carácter predominantemente alegre y era a la vez respetuoso con los visitantes extranjeros pero muy severo con aquellos que quebrantaban las leyes, sobre los que descargaba ocasionales arrebatos de ira. Era un gran aficionado al ejercicio físico, que practicaba a diario para mantenerse en forma. Así mismo, se nos cuenta que era un gran estadista y militar.

## Relaciones con sus vecinos
El reinado de Krishna Deva supone el periodo de mayor éxito en el terreno militar para el Imperio Vijayanagara. Era muy hábil modificando sus estrategias durante las batallas para adaptarse rápidamente a la situación, la base de sus éxitos. La primera parte de su reinado se caracterizó por ser un período de grandes asedios, batallas multitudinarias y victorias aplastantes. Sus principales enemigos fueron los Gajapati de Orissa (en guerra con Vijayanagara desde los tiempos de Saluva Narasimha), los sultanatos del Decán y, en un primer momento, también los portugueses, pues temía su poder naval y recelaba de sus intenciones. Sin embargo, mediante una serie de pactos comerciales finalmente les cedería la ciudad de Goa y establecería un sistema de comercio regular. Gracias a esta alianza los portugueses consiguieron tener acceso directo y privilegiado a las especias y productos orientales y Vijayanagara recibió a cambio suministros militares y caballos. Las buenas relaciones entre los dos imperios resultaron claves en las victorias contra los sultanatos musulmanes del norte, considerados por ambos el enemigo común al que destruir.

### Guerras de religión
Las expediciones de castigo, razzias y saqueos a los que el Sultanato Bahmani y sus herederos sometían periódicamente a Vijayanagara fueron eliminadas desde la raíz. En cuanto subió al poder Krishna Deva dirigió sus ejércitos hacia Bijapur y se enfrentó al sultán Mahmud, al que capturó. El general Yusuf Adil Khan murió en la batalla y Krishna Deva se anexionó los territorios a su cargo.
Aprovechándose de la debilidad y de la desunión entre sus enemigos atacó las regiones de Bidar, Gulbarga y Bijapur y las puso bajo control directo del sultán, convirtiéndole así en su vasallo. Esto le valió a Krishna Deva el título de Fundador del Reino Yavana.

### Vasallos
Atacó a la dinastía Reddy de Kondavidu y a la familia Velama, gobernante de Bhuvanagiri, y se apropió de todos los terrenos que estos poseían entre Vijayanagara y el río Krishná. Ganga Raja, el gobernante local de Ummatur, plantó cara al ejército de Krishna Deva a orillas del río Kaveri, pero sus fuerzas fueron derrotadas y él mismo pereció ahogado en el río. La región fue anexada a la provincia de Srirangapatna. En 1516 y 1517, una nueva campaña militar le llevó hasta más allá del río Godavari.

### Orissa
La victoria en Ummatur le permitió lanzar un ataque a gran escala y hacerse con los territorios costeros de Orissa en lo que actualmente es Andhra Pradesh, llegando hasta la región de Telangana. Asedió el fuerte de Udayagiri, la principal defensa de la región, lo que obligó a los Gajapati a abortar sus planes de contraataque y enviar un ejército a reforzar la posición. Ambas fuerzas se midieron para decidir quién controlaría finalmente la provincia de Kondavidu, y Krishna Deva volvió a alzarse con la victoria, nombrando a su mentor Timmarusu gobernador. Siguió avanzando hasta Kondapalli, donde abordó al resto del ejército enemigo. Tras esta derrota total, el Rey de Orissa solicitó la paz ofreciendo a su hija Jaganmohini como tributo, que se convirtió en la tercera esposa de Krishna Deva.

### Últimos años
La época de las grandes conquistas llegó a su fin, y se dio paso a un período de estabilidad fronteriza con el que garantizar la superioridad del Imperio sobre los Sultanatos del Decán. Sin embargo, la inestabilidad de esta región (con rebeliones, guerras fratricidas y pactos que perdían su validez en cuestión de semanas) impidió que bajo su reinado se pudiera conocer al menos un momento de paz. En mayo de 1520 tuvo lugar la batalla de Raichur en la que Krishna Deva se vio obligado a luchar para mantener bajo su control la fortaleza de Raichur y evitar que cayese en las manos del sultán de Raipur. Aunque consiguió alzarse con la victoria perecieron más de dieciséis mil soldados hindúes, pese a lo cual recompensó generosamente al general al cargo de la guarnición. Lanzó un contraataque y asedió, conquistó, y finalmente redujo a cenizas la fortaleza de Gulburga, la capital primigenia del Sultanato Bahmani.
En 1524, nombró heredero del reino (Yuvaraja) a su hijo, el príncipe Tirumalai Raya. Sin embargo, poco después, el joven perecería asesinado. Sin pruebas concluyentes, pero con fuertes sospechas de que detrás del envenenamiento de su hijo se encontraba su viejo amigo y mentor Timmarusu, le despojó de sus títulos y mandó que le sacasen los ojos.
Krishna Deva siguió planeando nuevas conquistas pero mientras preparaba un ataque sobre Belgaum cayó enfermo. Nombró heredero del Imperio a su hermano Achyuta Deva Raya y finalmente falleció en el año 1529.

## Sociedad
Su forma de impartir justicia se resume en una frase de Domingo Paes: "El Rey impone su ley matando". Los asesinatos (excepto los muertos en duelos) y los ataques contra la propiedad privada se castigaban con una serie de penas que oscilaban entre la amputación de extremidades y la decapitación. El portugués, además, estimaba la población de la ciudad en 500.000 personas y consideraba que su tamaño era parecido al de Roma.
El Imperio estaba dividido en provincias gobernadas habitualmente por algún miembro de la familia real. Las provincias se subdividían en varios niveles. Los idiomas de la corte eran el telugú y el canarés o kannada. Krishna Deva no era un rey nominal como lo era el sultán Bahmani o como lo habían sido otros reyes de anteriores dinastías, sino que su influencia se extendía desde la creación y aplicación de las leyes y decretos hasta el control supremo de los ejércitos.
Su forma de administrar el Imperio siguió las líneas generales que él mismo escribió en su poemario Amuktamalyada, con un respeto reverencial por las creencias hindúes y la observancia estricta del Dharma. Llevaba a cabo visitas periódicas a lugares apartados del Imperio, donde intentaba conocer las necesidades del pueblo y juzgaba de primera mano los delitos que se le presentaban.
| Predecesor: Viranarasimha Raya | Rajá de Vijayanagara 1509 - 1529 | Sucesor: Achyuta Deva raya |

- Datos: Q121235
- Multimedia: Krishnadevaraya / Q121235